# Dançador-de-coroa-dourada
Manaquim-de-coroa-dourada ou dançador-de-coroa-dourada (nome científico: Lepidothrix vilasboasi) é uma espécie de ave da família Pipridae. É endêmica do Brasil e está vulnerável à extinção.
Seu habitat são as florestas tropicais de terra firme da Bacia Amazônica, onde foi descoberta por Helmut Sick em 1959, nas cabeceiras do rio Cururu, no estado do Pará. Sua distribuição geográfica se restringe a uma pequena região ao norte da Serra do Cachimbo e ao sul dos rios Jamanxin e Tapajós. Está vulnerável à extinção por causa destruição de seu habitat pelo desmatamento.
Em 2017 pesquisadores da Universidade de Toronto, do Museu Paraense Emílio Göeldi e da Universidade de Gante descobriram que a espécie é um híbrido de duas espécies do gênero: o cabeça-de-prata e o uirapuru-de-chapéu-branco. O cruzamento ocorreu a cerca de 180 mil anos e a espécie evoluiu devido ao isolamento geográfico imposto pelas barreiras naturais representadas pelos dois rios e a Serra do Cachimbo e levaram ao isolamento reprodutivo do dançador-de-coroa-dourada das outras duas espécies de Lepidothrix.
Recebeu o epíteto vilasboasi numa homenagem do ornitólogo Helmut Sick aos Irmãos Villas-Bôas por terem descoberto a espécie.